# Idiocera pulchripennis
Idiocera pulchripennis är en tvåvingeart som först beskrevs av Friedrich Hermann Loew 1856.  Idiocera pulchripennis ingår i släktet Idiocera och familjen småharkrankar. Inga underarter finns listade i Catalogue of Life.